# 日本のユダヤ人
日本のユダヤ人（にほんのユダヤじん、ヘブライ語: יהדות יפן）では、日本に一定期間在住するユダヤ人の人に加え、ユダヤ教徒に改宗した日本人やその子孫、さらには日本帰化者、日本に関わりが深い人も含んで説明する。

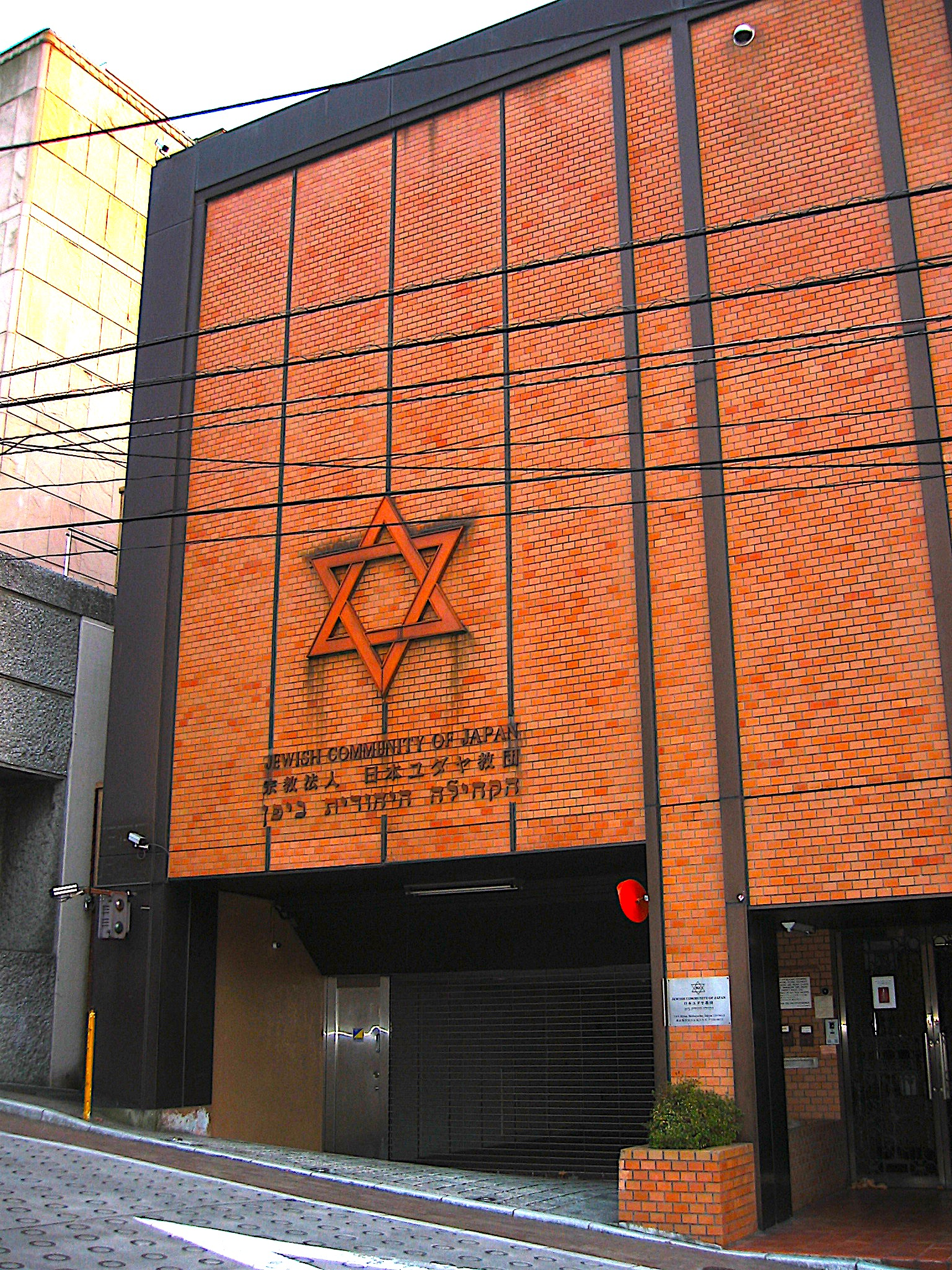
東京渋谷区広尾にある日本ユダヤ教団本部・シナゴーグ。なお、この建物は2009年に建て替えられる前の旧建造物である。

## 日本のユダヤ人社会
かつては、神戸と長崎に比較的大きなユダヤ教徒のコミュニティがあったが、第二次世界大戦の影響で、戦後に多くの在日ユダヤ人はアメリカ合衆国などへ移住した。現在の日本在住ユダヤ人の多くは、ユダヤ系アメリカ人などの一時滞在者であるが、イスラエルからの移住者もいる。ユダヤ人とは断定できないが、日本在住のイスラエル国籍者は802名（2005年末時点）である。また、非常に少ないが、個人的にユダヤ教に改宗した日本人も存在する。ただし、日本人がユダヤ教に改宗したとしても、彼らが自覚するユダヤ人としての生活を特に保護する特別な法制度は存在しない。

## 日本のユダヤ人コミュニティの歴史
- 1572年、キリスト教に改宗したスペインのナポリ系ユダヤ人は、マカオのポルトガル人の黒船で長崎に入った。長崎に残っていた人もいたが、そのうちのいくつかはユダヤ教徒に戻り、家族の名前（特にレビテ）を取り戻した。
- 1848年〜1854年 - 那覇に、ユダヤ系で当時イギリス国籍、プロテスタント宣教師（兼医師）のベッテルハイムとその家族が居住した。
- 1859年7月1日 - 日米修好通商条約締結。横浜の外国人居留地には、幕末の時点で50家族のユダヤ人が住んでいた。レイフル・ショイアーなどの市長も出た。
- 1861年 - ロシア、ポーランド系のポグロム難民が長崎に移住。
- 1867年、瀬戸ユダヤ人共同体は明治維新後に完全に消滅した。
- 1896年9月3日 - 長崎に日本初のケヒッラー、シナゴーグが登場する[4]。
- 1905年 - 日露戦争終結。長崎のコミュニティーが消滅に向かう。

イラク系ユダヤ人のコミュニティーが神戸に形成される。1941年頃までに40家族ほどが居住。
- 1928年 - ユダヤ人民族区（ユダヤ自治州の前身）の設置。
- 1938年 - ソビエト連邦と満州国の国境にあるシベリア鉄道・オトポール駅（現・ザバイカリスク駅）にて、ヨーロッパから逃げてきた18名のユダヤ人が亡命。満州国政府がドイツとの関係悪化を恐れ受け入れを拒んだ為、極東ユダヤ人協会の代表であるアブラハム・カウフマンの相談を受けた樋口季一郎少将が、状況を見かね、部下たちと共にユダヤ人たちへ食料や衣類、寒さを凌ぐための燃料、医療の手配、上海まで行くためのルート確保を行った（オトポール事件）。このルートは「ヒグチ・ルート」と呼ばれ、1938年から1940年にかけ、このルートで上海へ渡ったユダヤ人は4,000人〜2万人とも言われている。その後の杉原千畝や王替夫が上海日本人租界へとユダヤ難民を救出するルートとなった。この功績により、樋口は1941年6冊目の「ゴールデンブック」にその名前が載っている[5][6]。
- 1939年6月 - 駐ベルリン満州国公使館書記官の王替夫が、ユダヤ人難民にビザを発給。1940年5月まで、ユダヤ難民含む合計12,000人以上が渡航した[7][8][9]。
- 1940年7月 - リトアニア在カウナス領事館副領事の杉原千畝が、ユダヤ難民にビザ発給（1940年9月まで、ユダヤ難民含む合計およそ6,000人）。
- 1941年5月末 - ソ連経由でポーランド系の難民が神戸に移住。杉原が1939年から1940年まで発行したビザによる難民も含まれていた。およそ6,000人のユダヤ人難民を受け入れた。

神戸のコミュニティーは第二次世界大戦中に大半が上海へ移動し、18,000人のコミュニティーが上海に形成され、アメリカ・ユダヤ人共同配給委員会（英：American Jewish Joint Distribution Committee）の支援下に生活を送る。中華民国の新しいコミュニティーとしては、ロシアを経て形成されたハルビン、上海などのコミュニティーが知られている。
戦後まもなく、基督兄弟団、基督聖協団（医療・緑化運動支援）、キリストの幕屋（手島郁郎が設立。ヘブライ語辞典、ユダヤ教関連図書、歴史書の研究と出版活動も行っている）、聖イエス会（日本滞在支援、ヘブライ大学との協力）などといったキリスト教関係者がユダヤ人社会、イスラエル国との交流の先導を取りはじめる。
- 1953年 - アメリカ軍関係者を中心の、東京・広尾にコミュニティーが形成される。東京に日本ユダヤ教団が設立される。
- 1961年 - 東京に日本イスラエル文化研究会が設立される。機関紙「ユダヤ・イスラエル研究」を刊行。
- 1979年12月 - ユダヤ人社会・経済・教育、ユダヤ教の包括的入門書として、手島佑郎の「ユダヤ人はなぜ優秀か」（サイマル出版会）が刊行される。
- 1985年

5月 - 石川耕一郎の翻訳作業の成果である「ミシュナ」（セーデル・ネジーキーン、9・アーボート、10・ホーラーヨートの二冊）が出版される。
9月 - 「ベラホート」出版
- 1986年2月 - 「タアニート、メギラァ、モエード・カタン、ハギガァ」出版。
- 1987年4月 - 「ペサヒーム」出版。
- 1993年6月 - 市川裕の翻訳による「モエードの巻 メギラー篇」出版（三貴）。
- 1994年8月 - 手島佑郎「ユダヤ人のビジネス哲学」（ダイヤモンド社）刊行。
- 1995年 - 広島県福山市にホロコースト記念館が設立される。関西に日本ユダヤ文化研究会（現 神戸・ユダヤ文化研究会（JJSK））が設立される。機関紙は「ナマール」。
- 1996年 - イスラエル商工会議所設置。
- 1997年12月 - 「ケリーム篇 ; オホロート篇 ; ネガイーム篇 ; パラー篇 ; トホロート篇 ; ミクヴァオート篇 ; マフシリーン篇 ; ザヴィーム篇 ; テヴール・ヨーム篇 ; ヤダイム篇 ; ウクツィーン篇」 翻訳出版（三貴）。
- 2000年12月 - 大阪に、民間レベルで経済交流を行う財界人中心の商工会議所設置。
- 2003年10月 - 石川耕一郎、三好迪の翻訳「ゼライーム」出版（教文館）。
- 2004年3月 - 倉内ユリ子の翻訳による「シュヴオート篇」出版（ライブ）。

## 長崎のユダヤコミュニティ
長崎のコミュニティーのメンバーの多くは、五月法にはじまる反ユダヤ政策により帝政ロシアからの逃亡を余儀なくされた移民である。
1896年9月、ハスケル・ゴールデンベルク R. H. Goldenberg とジークムント・D・レスナー S. D. Lessner により、長崎市梅香崎町にシナゴーグが設立された。実業家で、長崎のユダヤ人の指導者的存在でもあったレスナーは、1901年発足のユダヤ教博愛協会と、翌年発足の英国系ユダヤ人会両会の会長に就任し、さらに、会社経営者であったモリス・A・ギンズベルグ Morris A. Ginsburg の支援の下、新坂本国際墓地のユダヤ人区画開設にも尽力した。ゴールデンベルクは二人の男児と一人の女児のいる日本人女性と結婚し、夫人はユダヤ教へ改宗した。1904年、二人のキリスト教徒（日本人）が彼らの合意によりユダヤ教へ改宗した。国内外の貧しいユダヤ人のための慈善（ツェダーカー）組織がレスナーにより組織された。この時期の長崎の総人口が10万7422人であったのに対し、長崎在住のユダヤ人の人口は100人ほどであった。
1904年に開戦した日露戦争は、長崎在住のユダヤ人商人の多くがロシア人およびロシア艦隊への物資供給に関わっていたことから、長崎のユダヤ人コミュニティー衰退のきっかけとなった。また、長崎の国際貿易港としての地位低下や、1914年の第一次大戦開戦後、同盟国側のドイツ・オーストリア国籍を有したユダヤ人に対する日本政府による財産の没収、ユダヤ人の指導者的存在であったレスナーの急逝（1920年）により、長崎のユダヤ人コミュニティーは衰退の一途をたどり、長崎のシナゴークも1924年に役割を終えた。
参考文献：ジューイッシュ・クロニクル, June, 1904 "NAGASAKI" by Joseph Jacobs, Jewish Encyclopedia.com
 この記事にはパブリックドメインである次の文書本文が含まれる: Singer, Isidore [英語版]; et al., eds. (1901–1906). The Jewish Encyclopedia. New York: Funk & Wagnalls. {{cite encyclopedia}}: |title=は必須です。 (説明)Jewish Encyclopedia.com

## ラビ
- 東京ユダヤ人社会での歴代ラビ一覧
  - ラビ Herman Dicker、1960-1963年、正統派
  - ラビ Marvin Tokayer、1968-1976年、保守派
  - ラビ Jonathan Z. Maltzman、1980-1983年、保守派
  - ラビ Michael Schudrich、1983-1989年、保守派
  - ラビ en:Moshe Silberschein、1989-1992年、保守派
  - ラビ Jim Lebeau、1993-1997年、保守派
  - ラビ Carnie Shalom Rose、1998-1999年、保守派
  - ラビ Elliot Marmon、1999-2002年、保守派
  - ラビ Henri Noach、2002-2008年、保守派
  - ラビ Rachel Smookler、暫定、改革派
  - ラビ Antonio Di Gesù、2009年-現在、保守派
- ユダヤ教ハシディズム・ルヴァビッチ派（ハバド派）のラビ
  - ラビ Binyomin Y. Edery 1999〜
  - ラビ Mendi Sudakevich 2000〜

## シナゴーグ
日本国内には4つのシナゴーグがある。

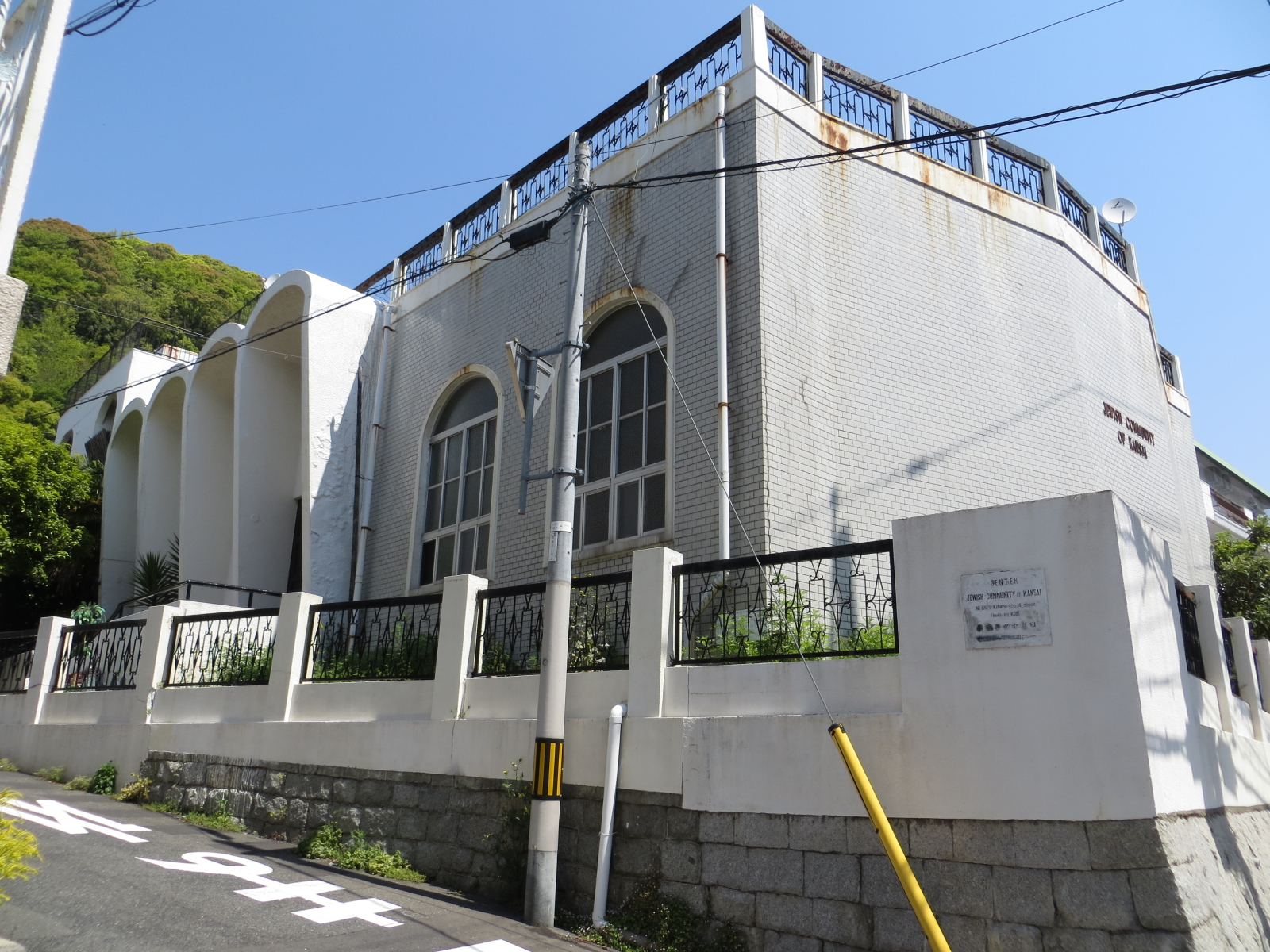
神戸市のシナゴーク

- 神戸市･･･神戸市北野町にある国内最古のシナゴーグ。今でも、神戸市周辺には30家族100人程度のユダヤ人・ユダヤ教徒が暮らす。
- 東京都渋谷区･･･日本ユダヤ教団本部。
- 横浜市
- 名古屋市

## ユダヤ系日本人
- カルメン・マキ
- ケニー野村 - 元野球選手。野村沙知代とユダヤ系アメリカ人アルヴィン・エンゲルの息子。
- 剣太郎セガール - モデル。父スティーヴン・セガールがユダヤ系アメリカ人。
- ハルミ・クロソフスカ・ド・ローラ - ヨーロッパ出身だが、日本人の母とユダヤ人の画家バルテュスの間に生まれた。

## 日本のユダヤ人一覧
日本で活躍した、あるいは現在活躍しているユダヤ人の一覧。来日したり居住したりしたことのある人物、所縁のある人物も含む。
※名前は五十音順。新規追加や表記の改名時には準拠されたい。

### 居住もしくは活躍した人々

#### あ行
- アイザック・シャピロ - アメリカの弁護士。1931年、東京でユダヤ系ロシア人の家庭に生まれ、戦時中を日本で過ごす。1946年に渡米。ジャパン・ソサエティ理事長。『昇った太陽・日本』などの著書がある。
- アナトリー・ヤコヴレヴィチ・グートマン - ロシアのジャーナリスト。東京で亡命生活を送り、新聞を発行。
- アリー・セリンジャー（アリエ・セリンゲル） Arie Selinger - 東北パイオニア監督。セリンゲル家はクラクフの有名な資産家[18]。
- アルフレッド・バーンバウム Alfred Birnbaum - 日本文学翻訳家。アメリカ国籍。1955年生まれ。5歳から日本で育ち、早稲田大学に学ぶ。村上春樹、宮部みゆき、池澤夏樹の英訳者。
- アルバート・モッセ Albert Mosse - ドイツの法学者。日本公使館顧問、内閣・内務省顧問。市制、町村制の原案想起、憲法成立への助言。
- アレクサンドル・ストローク - ロシア出身の興行主。ロシア革命による亡命芸術家たちを日本に紹介。東京で死去。
- アレクサンドル・モギレフスキー - ロシア革命の時期に来日。東京音楽学校教授、札幌交響楽団初代常任指揮者などを歴任。諏訪根自子を始め、優秀なヴァイオリニストを育てた。1953年、東京で死去。
- アントニン・レーモンド - チェコ出身の建築家。1919年、帝国ホテル設計施工の助手として来日。第二次大戦時にはアメリカの対日戦争協力者として暗躍。戦後に再来日し、1973年まで日本で活動。
- アンナ & レイフル・ショイアー（ラフィアル‥、ラファエル‥、‥ショイヤー） Anna & Raphael Schoyer (1800-1865) - 幕末に来日し永住した写真家。雑貨商・新聞紙発行者。横浜外国人居留地市長。
- 石角完爾-改宗者。国際弁護士。
- ヴィリー・フライ - ヴァイオリニスト。1936年に来日。東京音楽学校嘱託として後進を指導する傍ら、演奏活動を行う。
- ウラディーミル・アシュケナージ - 指揮者、ピアニストとして来日多数。2004年からNHK交響楽団の音楽監督に就任。
- エマヌエル・メッテル Emmanuel Metter - ウクライナ出身の音楽家。大阪交響楽団の指揮者。朝比奈隆や服部良一の師[19]。
- エミール・オルリック（エーミール・オルリーク） Emil Orlik, Emil Orlik - ボヘミア出身の画家・石版画家。日本で木版術を学ぶ。
- オスカル・レーフ（レーヴ） Oscar Loew - ドイツ出身の農芸化学者。
- オフェル・フェルドマン [:en] 大学教授。専攻：日本政治・政治心理学。

#### か行
- カルメン・マキ（カルメンマキ） - 歌手。本姓はラヴレイス Lovelace で、父がユダヤ系とアイルランド系の血を引いている。
- グイド・フルベッキ - オランダ生まれの改宗ユダヤ人。お雇い外国人であり、日本産業の発達に尽力した。
- クラウス・プリングスハイム Klaus Pringsheim
- クロード・レヴィ・アルヴァレス Claude Levi Alvares - フランス出身の社会学者。広島大学助教授。
- ゲオルグ・デ・ラランデ - ドイツ出身の建築家。日本で設計事務所を開き、風見鶏の館をはじめとする作品を残した。日本にユーゲント・シュティールと呼ばれる建築様式をもたらした。東郷茂徳夫人Editha（旧姓Pitsschke）[20] の元夫。
- ケニー野村 Kenny Nomura - 元野球選手。野村沙知代とユダヤ系アメリカ人アルヴィン・エンゲル Alvin George Engel の息子。
- 剣太郎セガール - モデル。父スティーヴン・セガールがユダヤ系アメリカ人。
- 小辻節三（アブラハム小辻）(1899-1973) - 神学者・ユダヤ教研究者、のち改宗者。

#### さ行
- サミュエル・アイザック・シェルシェウスキー Samuel Isaac (Joseph) Scherschewsky (1831-1906) - 中国に亘ったリトアニア系アメリカ人の聖公会宣教師（キリスト教徒）。上海主教、聖書正典全巻・アポクリファの一部を中国語訳（日本で逝去）[21]。
- サミュエル・ビング - ドイツ出身のフランスの美術商。1875年以降に複数回来日し、日本の芸術を欧米諸国に紹介しアール・ヌーヴォーの発展に寄与。
- サリー・ワイル en:Sally Weil - スイス出身のシェフ。1927年にパリのホテルから招かれて来日。横浜ホテルニューグランドの料理長として、20年間にわたり、日本に本場の西洋料理を伝え続けた。戦後スイスに帰国したが、個人の海外渡航がほとんど不可能だった時代に、日本の若い料理人のヨーロッパ留学の世話をして修業先を斡旋、「スイス・パパ」と慕われた。これらの功績が評価され、1973年、日本から勲五等瑞宝章を受けた。なきがらは、ベルン郊外のユダヤ人共同墓地に葬られた。
- ジェイコブ・シフ - アメリカの銀行家。高橋是清と取引した。
- ジェイク・エーデルスタイン - アメリカのジャーナリスト。元読売新聞社会部記者。
- ジェフリー・ローゼン　日本のギャラリスト　MISAKO & ROSEN オーナー
- G・D・グリーンバーグ（ジョージ・ディクソン・グリーンバーグ） - アメリカ出身の経済学者。1978年に来日、日本のいくつかの大学で教え、引退後は埼玉県川越市に住む。
- シモン・ゴルドベルク - ポーランド出身のバイオリニスト。日本に永住。
- ジュリー・ドレフュス Julie Dreyfus - 女優。
- ジョン・シュロスバーグ
- ジョン・ネイスン John Nathan - アメリカの日本文学者。東京大学に留学し、三島由紀夫や大江健三郎などの作品を英訳して英語圏に紹介した。
- スチュアート・リービー Stuart Levy - TOKYOPOP社CEO。日本漫画の英訳紹介者。
- スティーヴン・セガール - アメリカのアクション俳優。15年近くにわたり大阪で武者修行を行い、合気道など数多くの日本の武術を修める。現在でもプライベートで年数回は日本を訪れている。
- スラミフィ・メッセレル（スラミフ・メッセレル） Sulamith Messerer - アサフ・メッセレル Asaf Messerer の妹、ボリショイ・バレエの振付家。
- セオドア・コーエン Theodore Cohen - GHQ経済科学局労働課長として、戦後日本の労働政策を立案。著書『日本占領革命』。
- セルゲイ・エリセーエフ - 東洋学者、ハーバード大学教授
- ゾラフ・ヴァルハフティク（バルハフティク） Dr.Zorach Warhaftig(Zera(c)h W(V)arhaftig) (1906-2002) - ラビ・法律家、国民宗教党党首、イスラエル宗教大臣。ホロコースト中の難民の一人。

#### た行
- ダニエル・カリッチマン（ダン・カリッチマン） Daniel Dan Calichman - サッカー選手。
- 団野村 Don Nomura - 元野球選手。野茂英雄や伊良部秀輝などのメジャーリーグ移籍で知られるスポーツ代理人。野村沙知代とユダヤ系アメリカ人アルヴィン・エンゲル Alvin George Engel の息子。
- チャールズ・ケーディス Charles Kadis - 弁護士、軍人。GHQ民政局次長として戦後日本の民主化を推進、昭電疑獄事件を追及。
- デイヴィッド・グッドマン - 日本演劇研究家。イリノイ大学の日本文学教授。日本の反ユダヤ主義についても言及している。著書に『ユダヤ人陰謀説 日本の中の反ユダヤと親ユダヤ』などがある。妻はエッセイストで翻訳家の藤本和子。
- デイヴィッド・サッスーン David Sassoon (1910-1991) - 神戸に根拠を持つ貿易業・不動産業者・慈善家。イスラエル人。
- デイヴィッド・ローゼン David Rosen David Rosen - セガの母体の一つとなった、ローゼン・エンタープライズの設立者。セガ・エンタープライゼス発足後は日本で社長を勤め、日本の初期のアーケードビジネス（ジュークボックス、ピンボール）などは、ユダヤ人企業のセガとタイトーにより発展した。

#### な行
- ニール・プラテック - イーレディー株式会社代表取締役。イスラエル人。
- ノーマン・メイラー - アメリカの作家。占領軍の一員として1945年9月3日に来日。千葉県館山と千葉県銚子と福島県小名浜に駐屯し、1946年5月に除隊帰国。

#### は行
- バーナード・クリッシャー Bernard Krisher - ジャーナリスト（元ニューズウィーク東京支局長など）、「ジャパン・リリーフ・フォー・カンボジア」の代表[22]。
- パウル・ヴァインガルテン Paul Weingarten - モラヴィア出身のピアニスト。ナチスを避け、2年間東京音楽学校に在任。
- バジル・クリッツァー Basil Kritzer - アメリカ国籍のホルン奏者。
- 原田熊雄 - 政治家、男爵。母方の祖父ミヒャエル・ベーアがユダヤ系ドイツ人[23]。
- ハルペン・ジャック、春遍雀来（ヤーコプ・ハルパーン） Jakob(Jack, Jankl) Halpern - 漢字研究家。イスラエル人。
- ハロルド・ラスキ - 衆議院議員北昤吉の友人。
- ハンス・エーリク・プリングスハイム - クラウス・プリングスハイムの長男。母は非ユダヤ人。『連想ゲーム』に出演したほか、『木曜洋画劇場』司会者を務めるなど日本でタレント活動を行った。
- ピーター・バラカン Peter Barakan - 父がイギリスに移住したポーランド系ユダヤ人、母がミャンマー人[24]。
- ピーター・フランクル Frankl Péter
- ベンジャミン・ウィルフリッド・フライシャー - 英字紙『ジャパン・アドバタイザー』社主。雑誌『トランス・パシフィック（The Trans-Pacific、聯太平洋）』を創刊。
- 東野翠れん - モデル、写真家。日本人の父親とイスラエル人の母親を持つ。
- ひみこROSE - イスラトレーター。本名Rose Shapiro、日本名小松陽美子。父がユダヤ系アメリカ人、母が日本人。
- 広河J民 - 画家、パーカッション奏者。父が広河隆一、母がルティ・ジョスコビッツ。
- 福島孝徳－医師、デューク大学教授。ユダヤ教徒の父を持つ[要出典]。
- 古歩道 ベンジャミン　カナダ出身の日本に帰化した元米経済誌『フォーブス』のジャーナリスト。
- フランツ・オッペンハイマー Franz Oppenheimer - ドイツ出身の社会学者。ドイツからの亡命として慶應義塾大学に招聘されたが、その後アメリカに移住。
- 藤谷文子 - 女優、モデル。父スティーヴン・セガールがユダヤ系アメリカ人。
- ベアテ・シロタ・ゴードン Beate Sirota - レオ・シロタの娘としてウィーンに生まれ、父の亡命に伴って東京で育つ。戦後GHQの一員として来日、日本国憲法の起草に関与。
- ベッテルヘイム・ベルナート・ヤーノシュ（バーナード・ジャン・ベッテルハイム、伯徳令） Bernard Jean Bettelheim - イギリス海軍琉球伝道会宣教師（キリスト教徒に改宗したハンガリーのユダヤ系貴族のイギリス人）[25][26]。
- ベドジフ・フォイエルシュタイン - 大正期の日本でも活躍したチェコの建築家、画家、エッセイスト、舞台装置家。
- ベンジャミン・クリッツァー - アメリカ国籍の批評家。別名デビット・ライス（@RiceDavit）。
- ヘンリク・リプシッツ Henryk Lipszyc - 駐日ポーランド大使（1991-1996）、ワルシャワ大学日本学科講師。
- ボアズ・ハガイ Boaz Hagay - 武道家、武術師範。クラヴマガ創始者イミ・リヒテンフェルト（Imi Lichtenfeld）の一番弟子として日本で指導を行う。Imi Krav Maga ve Hagana Astsmitの代表。イスラエル出身。

#### ま行
- マーヴィン・トケイヤー Marvin Tokayer - ラビ。
- マーク・ゲイン Mark (Jilius) Gayn - ジャーナリスト。本名モー・ギンズバーグ（Moe Ginsburg）。戦後の混乱期の日本を取材。著書『ニッポン日記』。
- マクシム・シャピロ（マキシム・シャピロ） - ロシア出身のピアニスト。メトネルの弟子で、1927年に日本へ亡命。レオ・シロタの好敵手と見なされた。教え子の甲斐美和と結婚し、渡米。
- マーカス・サミュエル - ロンドン出身の商人・ロンドン市長。18歳で横浜に着き、明治9年（1873年）同地にサミュエル商会を設立。灯油販売などに発展し、シェルとなる。
- マーシャ・クラッカワー - 東京生まれの英語学者、聖心女子大学教授。
- マーティ・フリードマン - ヘヴィメタルバンドメガデスの元ギタリスト。日本人の妻を持ち、東京都新宿区に住む。ユダヤ系アメリカ人。
- マルク・カルプレス - フランス出身のIT起業家、マウントゴックスCEO。
- マルティン・カフカ - 福岡サニックスブルース所属のラグビー選手。曾祖父の従弟にあたる人物にフランツ・カフカがいる。
- マンフレート・グルリット - ドイツ出身の指揮者。1933年、ユダヤ人であるにもかかわらずナチスに入党。1937年、党員資格剥奪。1939年にドイツから脱出して来日。中央交響楽団の常任指揮者と東京音楽学校の非常勤講師となる。1941年から、藤原義江歌劇団の常任指揮者。1945年に終戦を迎えるも、元ナチ党員の経歴が祟ってドイツへの帰国が叶わず、日本に定住。1952年、オペラ歌手の日高久子と結婚、グルリット・オペラ協会を発足させる。東京にて死去。
グルリット家（Gurlitt）はユダヤ系の家系。
- ミッシェル・ワッセルマン - フランス出身の比較文学者。立命館大学教授。
- ミハイル・コーガン Michael Kogan - タイトーの設立者。日本に亡命したウクライナ系ユダヤ人。早稲田大学卒。テレビゲームの全盛期を招来。
- ミハエル・ウェクスラー Michael Wexler (1896年 - ?) - ヴァイオリニスト。リトアニア出身。レオポルト・アウアーの弟子。ロシア革命の混乱を避けて、1923年、渡米の途上に来日し、神戸に住む。大阪交響楽団でコンサートマスターを務めた。貴志康一の師。1930年に渡米するも、のちに再来日。1935年頃から芦屋でヴァイオリン教室を経営。1937年まで大阪中央放送局のラジオに出演して演奏したが、その後消息不明となる。
- ミヒャエル・ベーア（バイルとも表記） Martin Michael Bair（あるいはMichael Martin Baerとも表記[27]） - ドイツ出身の武器商人。1870年までには来日し、日本に長年暮らし、日本人女性と結婚して子供を儲け、武器輸出の会社ベア商会を経営。サミュエル・ビングの妻の兄。原田熊雄の祖父。
- モーシェ・アツモン Moshe Atzmon - 東京都交響楽団のアドバイザー・首席指揮者。東京都交響楽団の関係者にはエリアフ・インバル、ガリー・ベルティーニらもいる。
- モーシェ服部 - ラビ、ヘブライスト（夫婦でユダヤ教に改宗しイスラエルに移住）。

#### や行
- ヤコフ・ジンベルグ Yakov Zinberg - 国士舘大学教授。
- ヨーゼフ・ヘンリー・レーフィスゾーン Joseph Henry Levyssohn - オランダ出島商館長。
- ヨーゼフ・ローゼンシュトック（ローゼンストック、ヨゼフ・ローゼンストック） Joseph Rosenstock - 指揮者。
- ヨセフ・ラスカ Josef Laska（1886年 - 1964年）- オーストリア出身の作曲家、指揮者。1923年、横浜の交響楽団に招かれて来日。しかし折悪しく起きた関東大震災の被害を避けて関西に居を定め、神戸女学院で音楽を教える。また、宝塚交響楽団で指揮者を務めた。
- 吉岡孝浩Joseph 1967年生まれ。日本国籍だが2003年7月に東京渋谷区広尾にある日本ユダヤ教団本部・シナゴーグにてユダヤ教に改宗。数少ない日系ユダヤ人。国内外の学者、著名国際政治評論家などと親交があり、日本人とユダヤ人との友好関係の構築を図っている。
- ヤコブ・フリードマン Yaakov Fridman - 株式会社国際パズルの代表取締役、日本初のイスラエル人の看護学生看護学生、介護福祉士。

#### ら行
- ラーム・エマニュエル -  第31代駐日アメリカ合衆国大使。
- リービ英雄 - アメリカ出身の作家。本名 Ian Hideo Levy。日本語で小説を執筆。父がユダヤ人、母がポーランド人。
- リチャード・ウィリアム・ラビノウィッツ - アメリカ出身の弁護士。アンダーソン・毛利・ラビノウィッツ法律事務所（現アンダーソン・毛利・友常法律事務所）のパートナー。
- リチャード・バーガー - アメリカ出身の日本で活躍するタレント。
- リリー・クラウス Lili Kraus - ハンガリーのピアニスト。ジャワで日本軍に捕らえられ、三年間投獄された。数度来日した。
- ルイーゼ・ヴィーゲルト Anna Bertha Luise Wiegert - 森鴎外のドイツ留学時代の恋人。裕福な仕立屋の娘。1888年9月12日、鴎外を追って来日し、1ヵ月後に帰国。『舞姫』のエリスのモデル。鴎外の二女杏奴（あんぬ）はAnna、三男類（るい）はLuiseから命名されたとする説もある。また、ユダヤ人ではなくプロテスタントの家系の出だったとする説もある。
- ルイス・デ・アルメイダ - 医師、商人、イエズス会士。ユダヤ教からキリスト教に改宗した家系の出。日本初の病院をつくり、ハンセン病と戦った。
- ルートヴィヒ・ハーバー - 開国後の日本にドイツ領事として派遣され、1874年8月11日に函館で旧秋田藩の士族田崎秀親に暗殺された（ハーバー事件）。
- ルートヴィヒ・リース Ludwig Ries - 歴史学者。日本人女性と結婚。史学会創設とランケ派史学の移植など。
- ルプ・ジ・カルヴァリョ Lopo Sarmento de Carvalho - ポルトガルの日本貿易船隊司令官。
- レオ・シロタ Leo Sirota - ピアニスト。日本に亡命したウクライナ系ユダヤ人。のちアメリカに移住。
- レオ・メラメド Leo Melamed - ポーランド出身の投資家。1939年、杉原千畝の発行したヴィザで日本に亡命し、九死に一生を得る。1941年に渡米。
- レオニード・クロイツァー - ピアニスト。日本に亡命したロシア系ユダヤ人。日本人女性と結婚し、東京藝術大学で教え、茅ヶ崎に定住して日本で亡くなった。
- レスター・サルウィン Lester Salwin （1911－1984）-アメリカ・ミズーリ州出身の法曹。イリノイ州の弁護士資格を取得後、連邦政府の公務員となり、1946年8月、志願して占領下の日本に来る。GHQでは、1946年12月から経済科学局反トラスト・カルテル課の立法係主任として、昭和22年に制定された日本の独占禁止法の起草作業において当初GHQを代表して交渉し、その内容の形成に極めて大きな役割を果たした。また、株主の帳簿閲覧権や代表訴訟制度を設けた昭和25年の商法改正の際にも、最初に改正の内容をシックス・ポインツとして提示し、改正の方向を決定づけるなど大きな役割を果たした。占領終結後も大使館員として日本にしばらく残ったが、その後、帰米し、中小企業庁等に勤務した。
- レフ・メチニコフ - 地理学者、社会学者、ナロードニキ革命家。生物学者イリヤ・メチニコフの次兄。ロシアから日本に亡命中、大山巌の推挽により東京外国語学校露語科で講師を務める（1873 - 75年）。日本亡命時の回想記として『亡命ロシア人の見た明治維新』（原題『日本の文明開化 - 明治』 / 1876年）・『回想の明治維新』（原題『日本における2年間勤務の思い出』 / 1883 - 84年）がある。
- ロイ・真・長谷川（長谷川真） (1906-1996) - 日本人の元キリスト教徒のヘブライ語・神学・社会学者、のち改宗者。
- ロジャー・パルヴァース Roger Pulvers - 作家、劇作家、演出家、東京工業大学教授。アメリカ出身だがオーストラリアに帰化。1994年以降は日本に住む。宮澤賢治や坂口安吾を英訳。
- ロバート・アラン・フェルドマン Robert Alan Feldman - モルガン・スタンレー証券日本主席エコノミスト。
- ロバート・クリッツァー Robert Kritzer - 仏教学者。京都ノートルダム女子大学教授。
- ロバート・ゲラー Robert J. Geller - 地震学者。東京大学教授。

### 来日した人物
- アルトゥール・ルービンシュタイン - ポーランド出身のピアニスト。20世紀を代表するピアニストの一人。
- アルベルト・アインシュタイン
- A・M・フォン・ポラク A. M. Pollak, Ritter von Rudin - ボヘミア出身の製造業者。長崎に支店を開いた[28]。
- エズラ・ヴォーゲル - 日本研究者。
- エフレム・ジンバリスト
- エマーヌエル・フォイアーマン
- エーミール・レーデラー Emil Lederer - ピルゼン出身の経済学者。東京帝国大学で教えた。
- エルンスト・ヤーコプ・オッペルト Ernst Jacob Oppert - グスタフ・ゾーロモン、考古学者ユリウス・オッペルト（ジュール・オペール） Julius Oppert の兄弟[29]。
- カール・レーヴィット Karl Lowith - ドイツ出身の哲学者。ナチズムの台頭によりドイツを追われて来日、1936年から1941年まで東北帝国大学（現:東北大学）の教授を務めた。
- グスタフ・ゾーロモン・オッペルト Gustav Solomon Oppert - ハンブルク出身のオリエンタリスト（東洋学者）[30]。
- シゲティ・ヨージェフ - ヴァイオリニスト。
- ジョージ・W・F・ハルガルテン/ジョージ・ハルガルテン George W. F. Hallgarten - ドイツ・アメリカのヨーロッパ近現代史家。
- ナサニエル・ペッファー Nathaniel Peffer - アメリカの極東研究家。日中戦争勃発後来日。
- ハイイム・セリグ・スロニムスキ - ビャウィストク出身の化学者・発明家、著作家[31]。
- ハーマン・ローゼンソール Herman Rosenthal - Jewish Encyclopedia の執筆者の一人[32]。
- フェリックス・ワインガルトナー Felix Paul Weingartner, Edler von Munzberg - 指揮者。
- モーリッツ・フィーリプゾン Moritz Philippson - 動物学。日本で学んだ[33]。
- レナード・バーンスタイン - アメリカの作曲家・指揮者。指揮者としてたびたび来日。小澤征爾の師。
- レメーニ・エデ Remenyi Ede
- レーラ・アウエルバッハ - オーケストラ・アンサンブル金沢の「コンポーザー・イン・レジデンス」、テレビ朝日に出演。
- ロバート・キャパ

### 日系
- ハルミ・クロソフスカ・ド・ローラ（ジュエリーデザイナー）Harumi Klossowska de Rola - ヨーロッパ出身だが、日本人の母とユダヤ人（母親がユダヤ系）画家バルテュス（クロスフスキ・ド・ローラ）の間に生まれた。
- カルメン・マキ - 1968年からミュージシャン
- ケニー野村 Kenny Nomura - 元野球選手。野村沙知代とユダヤ系アメリカ人Alvin George Engelは（アルヴィン・エンゲル） の息子。「グッバイ・マミー―母・野村沙知代の真実」などの著書が話題となったこともあった。
- 剣太郎セガール - モデル。父スティーヴン・セガールがユダヤ系アメリカ人。

### ユダヤ教へ改宗した日本人
- 小辻節三（アブラハム小辻）(1899-1973) - 神学者・ユダヤ教研究者、のち改宗者。
- 米谷ふみ子 - 作家。ユダヤ系アメリカ人作家ジョシュ・グリーンフェルド Josh Greenfeld と結婚し、ユダヤ教に改宗。
- モーシェ服部 - ラビ、ヘブライスト。夫婦でユダヤ教に改宗しイスラエルに移住。

### その他、注記
- アーサー・ウェイリー - イギリスの日本文学者。本名をArthur David Schlossと言い、ロスチャイルド家に連なる英国ユダヤ人社会の名門の出。『源氏物語』や『枕草子』などを英訳したが、来日経験はない。
- イザヤ・ベンダサン - ベストセラー「日本人とユダヤ人」など日本に関する著書があるが、山本七平(評論家、聖書・ユダヤ関係の出版社である山本書店の創業者)のペンネームであるとされている。
- 猪俣津南雄 - 日本の経済学者。妻がポーランド系ユダヤ人だが、猪俣はユダヤ教徒ではない。
- 佐藤千登勢 - 日本の歴史家。夫がイギリス国籍のポーランド系ユダヤ人。
- ジェイ・ルービン Jay Rubin - アメリカの日本文学翻訳家。ハーヴァード大学教授。村上春樹や夏目漱石や芥川龍之介を研究。
- ジェレミー・ブラウスティン - アメリカの日本製ビデオゲーム翻訳家。妻は日本人。
- ジョン・M・ローゼンフィールド John M. Rosenfield - アメリカの東洋美術史家、日本研究家。
- 東郷茂徳 - 日本の元外務大臣・拓務大臣・大東亜大臣。A級戦犯。妻Editha（旧姓Pitsschke[20]）がドイツ系ユダヤ人[34]。
- 東郷茂彦 - 日本のジャーナリスト。上記、茂徳の孫、下記、和彦の双子の兄。祖母Editha（旧姓Pitsschke[20]）がドイツ系ユダヤ人[34]。
- 東郷和彦 - 日本の元外交官。上記、茂徳の孫、上記、茂彦の双子の弟。祖母Editha（旧姓Pitsschke[20]）がドイツ系ユダヤ人[34]。
- トム・ストッパード - 日本軍の捕虜収容所で父親が亡くなった。
- 野田哲也 - 日本の版画家。妻がイスラエル人。
- ハーバート・パッシン - アメリカの文化人類学者。1945年、GHQのCIE（民間情報局世論及び社会学研究部）部長として来日し、敗戦後の日本に世論調査の手法を紹介。フォード財団顧問として多数の日本人の研究者を米国へ留学させることに尽力。日米関係民間会議（通称・下田会議）や日米議員懇談会の発足に貢献。1985年、勲二等瑞宝章受章。
- 日高久子 - 日本のオペラ歌手。1952年、ドイツ出身のユダヤ人指揮者マンフレート・グルリットと結婚。
- 藤本和子 - 日本のエッセイストで翻訳家。デイヴィッド・グッドマンと結婚。
- マークス寿子 - 日本のエッセイスト。元の夫がイギリス国籍のポーランド系ユダヤ人だが、マークス寿子はユダヤ教徒ではない。

## 関連文献
- 『ユダヤ人と日本人』（ベン＝アミー・シロニー 著 / 仲山順一 訳 / 日本公法 / ISBN 4-931020-03-8 / 1993年4月） （絶版）
  - 『ユダヤ人と日本人の不思議な関係』（ベン＝アミー・シロニー 著、立木勝 訳 / 成甲書房 / ISBN 4-88086-170-7 / 2004年11月）
- 『世界の聖典7; ひろさちやが聞くユダヤ教の聖典』（ひろさちや、石川耕一郎 著 / 鈴木出版 / ISBN 4-7902-9029-8 / 1993年4月）
- 『イスラエル VS. アラブ 誤解と真実』（ニアイースト・リポート編 / 滝川義人 訳 / ミルトス / ISBN 4-89586-114-7 / 1991年4月）
- 『図解ユダヤ社会のしくみ 現代ユダヤ人の本当の姿がここにある』（滝川義人 著 / 中経出版 / ISBN 4-8061-1442-1 / 2001年3月）
- 『日本に来たユダヤ難民―ヒトラーの魔手を逃れて 約束の地への長い旅』（ゾラフ・バルハフティク 著 / 原書房 / 1992年4月）